# Distretto di Elmalı
Il distretto di Elmalı (in turco Elmalı ilçesi) è uno dei distretti della provincia di Adalia, in Turchia.

## Economia
In generale, l'economia di Elmalı si basa sull'agricoltura e sull'allevamento. La frutticoltura è in prima linea. Il 14% delle mele della Turchia viene prodotto nel distretto. Negli ultimi anni, la frutticoltura è cambiata con nuove varietà di prodotti e tecniche di produzione. La coltivazione in serra si è sviluppata grazie al sostegno fornito. L'industria non è molto sviluppata nel distretto e non ci sono organizzazioni che impiegano grandi gruppi di lavoratori nel settore. Gli stabilimenti industriali esistenti sono legati alla frutta e ai succhi di frutta, a causa della struttura del distretto. Nel settembre 2008, nel quartiere di Tekke è stata avviata la produzione di un impianto per produrre succhi d'uva e di frutta. Lo stabilimento per la produzione di succo di Elmalı, che ha raggiunto una capacità di 2000 tonnellate nel 2009, ha iniziato a esportare nel 2010.
Il distretto non mostra molta vitalità in termini di potenziale turistico. Alcuni gruppi di turisti stranieri visitano il distretto per un giorno. Per i turisti provenienti da fuori, il distretto è solo una via di transito. Questo significa uno scarso valore economico per il distretto. Poiché il distretto ha un clima da altopiano e i mesi estivi sono freschi, i residenti estivi vengono nel distretto da insediamenti come Finike, Demre, Kaş, Fethiye e Kumluca durante questi mesi. Questa situazione fornisce un contributo economico al distretto. Tombe a pithos sono state scavate nella cittadina di Hacımusalar del Comune di Elmalı e nella località di Karataş della mahalle di Semahöyük.